# Essa Ismail Rashed
Essa Ismail Rashed (né Daniel Kipkosgei le 14 décembre 1986) est un athlète kényan naturalisé qatarien, spécialiste des courses de fond.

## Biographie
Il remporte la médaille d'or du 10 000 m lors des championnats d'Asie 2005, à Incheon, dans le temps de 29 min 3 s 60. 

### Palmarès
| Date | Compétition                            | Lieu           | Résultat | Épreuve     | Performance    |
| ---- | -------------------------------------- | -------------- | -------- | ----------- | -------------- |
| 2005 | Championnats d'Asie                    | Incheon        | 1er      | 10 000 m    | 29 min 03 s 60 |
| 2006 | Jeux asiatiques                        | Doha           | 2e       | 10 000 m    | 27 min 59 s 15 |
| 2008 | Championnats du monde de semi-marathon | Rio de Janeiro | 3e       | Par équipes |                |
| 2009 | Championnats d'Asie                    | Canton         | 3e       | 5 000 m     | 14 min 04 s 52 |
| 2009 | Jeux asiatiques en salle               | Hanoï          | 3e       | 3 000 m     | 8 min 05 s 87  |
| 2010 | Championnats d'Asie en salle           | Téhéran        | 2e       | 3 000 m     | 7 min 57 s 77  |
| 2010 | Championnats du monde en salle         | Doha           | 9e       | 3 000 m     | 7 min 47 s 94  |

### Records
| Épreuve  | Performance    | Lieu           | Date            |
| -------- | -------------- | -------------- | --------------- |
| 5 000 m  | 13 min 8 s 02  | Heusden-Zolder | 20 juillet 2008 |
| 10 000 m | 27 min 20 s 97 | Hengelo        | 28 mai 2006     |
| Marathon | 2 h 7 min 54 s | Amsterdam      | 19 octobre 2014 |